# Левицький Федір Васильович
Фе́дір Васи́льович Леви́цький (* 2 (14) травня 1858, Новоукраїнка — † 19 лютого 1933, Чернігів). Український актор, режисер, театральний діяч, перекладач, драматург, заслужений артист УСРР з 1926 року.

Левицький Федір Васильович

У 1877 році закінчив духовну семінарію, вчителював у Новоукраїнці в 1877—1887, 1881 року заснував аматорський театральний гурток.

## Життєпис
1886 року познайомився з Марком Лукичем Кропивницьким, який саме набирав новий склад — прибув до Новоукраїнки разом з Онисимом Сусловим, тоді ж до трупи прийняли Є. Зарницьку.
У 1888—1892 роках працював у трупах М. Кропивницького, першу роль як професіональний актор виконав у Бєлгороді.
Згодом у М. Садовського, вісім років в трупі О. Суслова.
1903 року підписав контракт в російську оперетку Бауера, але антрепренер Федір Волик взяв його до своєї трупи на збільшену платню та виплатив Бауерові «неустойку».
З 1905 до 1908 року керував власною трупою у Кременчуці разом з Л. Квіткою; після того знову працював в трупі Суслова.
В 1909—1917 роках працює в театрі М. Садовського в Києві.
У 1917—1919 — в Національному зразковому театрі та Державному драмтеатрі.
Після розпуску денікінцями українських театрів виїхав з родиною до Нової Басані; там вчителював, був режисером та артистом аматорського гуртка.
В 1925—1929 роках — в Українському драматичному театрі ім. Т. Шевченка (з 1927 у Дніпропетровську).
Протягом 1930—1931 років — в українському театрі «Жовтень» у Ленінграді, сезон розпочався виставою І. Микитенка «Диктатура». В цьому театрі виступали також, зокрема, Сидоренко Євгенія та Юлія Шостаківська.
Виконував ролі:
- Подкольосін («Одруження» М. Гоголя),
- Солопій Черевик («Сорочинський ярмарок» за Гоголем),
- Мусій Копистка («97» Куліша),
- Юсов («Тепленьке місце» Островського),
- Кобус («Загибель Надії» Гейєрманса),
- Писар («Бурлака» Карпенка-Карого),
- Кукса («Пошились у дурні» Кропивницького),
- Осип і Земляника («Ревізор» Гоголя),
- Солопій Черевик («Сорочинський ярмарок» М. Старицького),
- Пікалов («Любов Ярова» Треньова).